# Vassili Vladímirovitx Bartold
Vassili Vladímirovitx Bartold, rus: Васи́лий Влади́мирович Барто́льд, (15 de novembre del 1869, Sant Petersburg - 19 d'agost del 1930, Leningrad) fou un historiador rus i soviètic, considerat el successor de Wilhelm Radloff com l'autoritat més notable al camp de la turcologia. Les seves contribucions a la comprensió de la cultura medieval de l'Àsia central són especialment valuoses.
Les classes de Bartold a la Universitat de Sant Petersburg s'interrompien anualment per extensos viatges d'investigació de camp pels països musulmans. En els dos volums de la seva dissertació «Turquestan des de la invasió mongol» (1898-1900) senyalà els múltiples beneficis que el món islàmic obtingué del règim espanyol després de les conquestes inicials. Bartold fou el primer a publicar informació fins aleshores desconeguda dels historiadors àrabs sobre el Rus de Kíev. Fou també editor de diverses revistes acadèmiques sobr estudis islàmics, i contribuí en la primera edició de l'Enciclopèdia de l'Islam. El 1913 li atorgaren un sitial a l'Acadèmia Russa de les Ciències. Entre el 1918 i el 1921 fou director del Museu d'Antropologia i Etnografia Pere el Gran.
Després de la Revolució Russa, Bartold va escriure tres respectades monografies sobre la història de l'islam: Islam (1918), Cultura musulmana (1918) i El món musulmà (1922). També va contribuir al desenvolupament de l'escriptura ciríl·lica per als països islàmics de l'Àsia central. La majoria de les seves obres han estat traduïdes a l'anglès, a l'àrab i al persa. Les obres escollides de Bartold foren reimpreses en nou volums entre el 1963 i el 1977, i si bé els editors soviètics afegiren notes a peu de pàgina deplorant-ne les seves actituds «burgeses», el seu prestigi era tal que el text no fou censurat tot i no adaptar-se a una interpretació marxista de la història. Algunes de les seves obres han estat reimpreses més recentment a Moscou.